# اندیس امرودک۲
امرودک۲ یک اندیس فلزی است که در حوالی شهر نوک آباد استان سیستان و بلوچستان قرار دارد و مادهٔ معدنی موجود در آن، سرب است.